# 分散コンピューティングの落とし穴
分散コンピューティングの落とし穴（ぶんさんコンピューティングのおとしあな）は、サン・マイクロシステムズのピーター・ドイチュらが提唱した、初めて分散アプリケーションを開発するプログラマが想定してしまいがちな、誤った前提を集めたものである。

## 落とし穴
落とし穴として挙げられているのは、以下の8つである。
- ネットワークは信頼できる。
- レイテンシはゼロである。
- 帯域幅は無限である。
- ネットワークはセキュアである。
- ネットワーク構成は変化せず一定である。
- 管理者は1人である。
- トランスポートコストはゼロである。
- ネットワークは均質である。

## 経緯
これらの落とし穴のリストはサン・マイクロシステムズ社に端を発している。1994年にサンのフェローの最初期メンバーの1人、ピーター・ドイチュが最初の7項目を執筆したとされている。しかし、ビル・ジョイとトム・ライオンが既に最初の4つを「ネットワークコンピューティングの落とし穴」 （記事では「デイヴ・ライオン」になっているが、間違いと思われる）としてリストを作成していた。1997年頃、サンのフェローでありJavaの生みの親でもあるジェームズ・ゴスリンによって、最後の8つ目が追加された。